# Commando Squad
Commando Squad ist ein US-amerikanischer Actionfilm von Regisseur Fred Olen Ray aus dem Jahr 1987.

## Handlung
Die Drogenfahnderin Kat Withers hat in Los Angeles gerade in Notwehr einige Drogendealer erschossen und will nun ihren Urlaub antreten. Ihr Vorgesetzter hat jedoch andere Pläne, er will sie Undercover auf ein Drogenkartell in Mexiko ansetzen. Kat lässt sich erst überreden als ihr Chef ihr eröffnet, dass ihr Exfreund Clint Jensen bereits vor Ort ist. Während sie sich auf den Weg macht, wird Clint vom Kartell gefangen genommen und gefoltert. Mehrere seiner Ausbruchsversuche scheitern, während Kat in Mexiko Undercover ermittelt und schließlich einen Verräter in den eigenen Reihen enttarnt.
Kat befreit Clint, es kommt zum blutigen Showdown mit dem Kartell, bei dem die beiden das Kartell auslöschen.

## Hintergrund
Die Rolle der Kat Withers wurde von Kathy Shower dargestellt, dem Playmate des Jahres 1986, die ihre Popularität in eine kurzzeitige B-Movie-Filmkarriere umzusetzen vermochte. Regisseur Ray war auf äußerst billige Direct-to-Video-Produktionen spezialisiert und inszenierte seit Ende der 1970er Jahre weit über Hundert Filme. Der Film erschien in Deutschland auf Video und wurde 1989 von der Bundesprüfstelle für jugendgefährdende Medien indiziert.

## Kritik
„Wenn sie einen Drogenkrieg-Thriller zuviel gesehen haben; einen Film zuviel, bei dem einige wenige Helden es mit Hunderten von Bösewichtern aufnehmen; eine Verfolgungsjagd zuviel auf dem Hollywood Boulevard; und einen Film zuviel bei dem ein Held unermüdlich von sadistischen Ganoven gefoltert wird, und bei dem alles auf ein großes Blutbad am Ende hinausläuft – dann wissen Sie, was sie von Commando Squad erwarten können. Und das ist genau, was der Film ist: Einer zu viel.“

„Ungemein brutaler Kriminalfilm mit genüßlich ausgespielten Folter- und Gewaltszenen, der die beiden positiven Helden mit einem Berg von Leichen zurückläßt.“